# Hans Jorissen
Hans Jorissen (* 19. November 1924 in Frelenberg; † 29. Oktober 2011 in Heinsberg) war ein deutscher römisch-katholischer Theologe.

## Leben
Hans Jorissen erhielt am 10. März 1943 an der Städtischen Oberschule Herzogenrath das Zeugnis der Reife. Zum Sommersemester 1943 begann er, römisch-katholische Theologie an der Universität Bonn zu studieren. Nach dem zweiten Semester musste er auf Grund der Einberufung zum Heeresdienst sein Studium unterbrechen. Bei den Kampfhandlungen im Aachener Raum geriet er in englische Kriegsgefangenschaft und kam zunächst in ein schottisches Kriegsgefangenenlager, wurde aber am 7. März 1945 in das Studienlager für katholische Theologen  P.O.W camp 186 in Colchester/Essex verlegt. Nach der Entlassung aus der Kriegsgefangenschaft im Juli 1946 setzte er vom Wintersemester 1946/47 bis zum Wintersemester 1948/49 das Studium der Theologie an der Universität Bonn bis zum theologischen Abschlussexamen fort. 
Die Priesterweihe empfing er am 17. Februar 1951 in Aachen und war bis 1954 Kaplan in St. Elisabeth, Krefeld. Dann wurde er zum Weiterstudium beurlaubt. Die Promotion in Theologie erfolgte am 8. November 1961. Für seine Dissertation Materie und Form der Sakramente im Verständnis Alberts des Großen erhielt er die Auszeichnung summa cum laude. 
Jorissen habilitierte sich 1963 in Münster und wurde im gleichen Jahr Privatdozent an der Katholisch-Theologischen Fakultät der Universität Münster. Von 1966 bis 1989 war er ordentlicher Professor für Dogmatik und Theologische Propädeutik an der Universität Bonn, wo er den Lehrstuhl für Dogmatik und Theologische Propädeutik innehatte. Seine Emeritierung fand am 19. November 1989 statt. Bis zu seinem Tod war er als Seelsorger am Bonner Münster tätig.
Jorissen war Mitglied der Studentenverbindung katholischer Theologen St.V.k.Th. Rhenofrankonia Bonn.

## Veröffentlichungen (Auswahl)
- Materie und Form der Sakramente im Verständnis Alberts des Großen. Münster 1961. DNB 481188517
- Die Entfaltung der Transsubstantiationslehre bis zum Beginn der Hochscholastik (= Münsterische Beiträge zur Theologie. Band 28/1). Münster 1965.
- als Mitherausgeber: Disputationes theologicae. 1975 ff.
- Mit dem Rücken zur Transzendentaltheologie. Echter, Würzburg 1991.
- Der Beitrag Alberts des Großen zur theologischen Rezeption des Aristoteles am Beispiel der Transsubstantiationslehre. Aschendorff, Münster 2002.
- Die verborgene Kirche. Schöningh, Paderborn 2004.